# Buta (cratera)
Buta é uma cratera marciana. Tem como característica 11 quilômetros de diâmetro. Deve o seu nome a Buta, uma cidade da República Democrática do Congo.